# Aubrey Plaza
Aubrey Christina Plaza (* 26. června 1984 Wilmington, Delaware, USA) je americká herečka a komička. Ztvárnila roli April Ludgate v sitcomu Parks and Recreation (2009–2015) a účinkovala v dramatickém seriálu Legion (2017–2019). V roce 2022 ztvárnila hlavní roli Harper Spillerové v dramatickém seriálu Bílý lotos, za nějž obdržela Cenu Sdružení filmových a televizních herců a nominaci na Zlatý glóbus. V roce 2023 byla časopisem Time zařazena na seznam 100 nejvlivnějších lidí světa.
Po řadě vedlejších rolích ve filmech, získala první hlavní roli v komediálním filmu v roce 2012 Vlastní zbraň podmínkou. Plaza svoji kariéru začala jako stážistka. Poté, co vystoupila s vlastní improvizační skečovou show v Upright Citizens Brigade Theater, získala roli v online seriálu The Jeannie Tate Show. Zahrála si také ve filmech jako jsou Komici a Scott Pilgrim proti zbytku světa.

## Životopis
Aubrey Plaza se narodila ve městě Wilmington, Delaware, jako dcera Bernadetty, právní zástupkyně, a Davida Plazy, finančního poradce. Má dvě mladší sestry, Renee a Natalii, které později cituje jako svou inspiraci pro roli April Ludgate v televizním seriálu Parks and Recreation.
Byla pojmenována podle skladby, dnes již bývalé, kalifornské skupiny Bread s názvem „Aubrey“. Její otec je původem Portoričan a její matka má irské a britské předky. „Na střední jsem byla snad jediné odlišné dítě, jsem poloviční Portoričanka. A ano, mám velmi početnou rodinu a tunu sestřenic a bratranců v Portoriku,“ řekla Plaza v rozhovoru.
Aubrey Plaza v roce 2002 dokončila Ursuline Academy v Delaware a v roce 2006 absolvovala newyorskou Tisch School of the Arts. Během studia na newyorské univerzitě prodělala mrtvici, která způsobila dočasné ochrnutí a expresivní afázii, z čehož se již ale úplně vyléčila.

## Kariéra
Plaza na začátku své kariéry absolvovala mnoho pracovních stáží. Jedna z jejích prací byla „doslova vytapetovat koupelnu lepicími poznámkami.“ Pracovala také jako NBC page (více zde). Asistovala cenami ověnčenému scenáristovi/producentovi/režisérovi Bennetu Davlinovi.
Od roku 2004 pravidelně vystupovala se svou improvizační skečovou komedií v Upright Citizens Brigade divadle. Zkusila si také stand-up komedii a účinkovala v Laugh Factory a The Improv. Plaza vystoupila v online seriálu The Jeannie Tate Show a zazářila v roli Robin Gibney v show Mayne Street na ESPN. Zahrála si v první epizodě „Terrible Decisions with Ben Schwartz“ na webu Funny or Die.

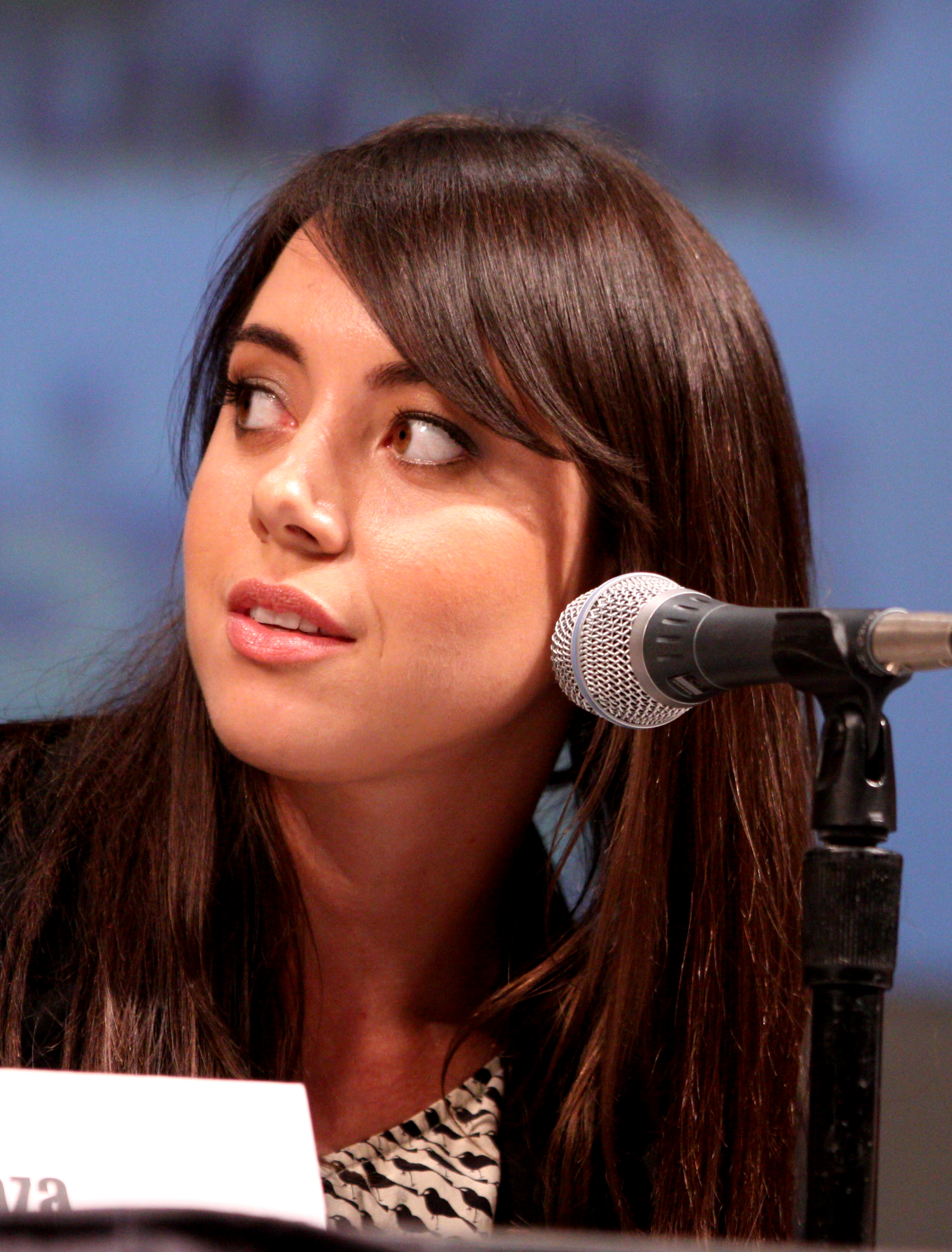
Plaza v červenci roku 2010 na San Diego Comic-Con International

 V roce 2009 ztvárnila roli Daisy ve filmu Komici režiséra Judda Apatow. Roli získala také v komediálních filmech Scott Pilgrim proti zbytku světa a Mystery Team, který měl premiéru na festivalu Sundance. Po boku herců Jasona Batemena a Willa Arnetta se objevila v krátkometrážním filmu CollegeHumor.
V současné době ztvárňuje roli April Ludgate, zaměstnankyni s kamennou tváří, v televizním seriálu Parks and Recreation.
V roce 2011 hostovala v seriálu Portlandia.
Na začátku roku 2012 si zahrála v hudebním videoklipu k písni „Hollywood Forever Cemetery Sings“ skupiny Father John Misty (režie J. Tillman).
V létě roku 2012 se dočkala své první hlavní role v celovečerním filmu. Po boku herce Marka Duplasse si zahrála ve komediálním filmu Safety Not Guaranteed. Darius, role, kterou Plaza ztvárňuje, je investigativní internistka, která odpoví na inzerát: „Hledám někoho, kdo se mnou bude cestovat zpět v čase. Tohle není vtip. Dostanete zaplaceno po návratu. Zbraně si vezměte vlastní. Udělal jsem to zatím pouze jednou. Bezpečnost nezaručena.“ 
Na Filmovém festivalu Sundance měl v roce 2014 premiéru film Life After Beth, pro který její přítel Jeff Beana napsal scénář a samotný film režíroval.
V září 2014 bylo oznámeno, že propůjčí hlas Grumpy Cat do filmu stanice Lifetime Grumpy Cat's Worst Christmas Ever. Film měl premiéru 29. listopadu 2014 a obdržel spíše negativní ohlas.

## Osobní život
Aubrey Plaza je ve vztahu se scenáristou a režisérem Jeffem Baenou. V květnu 2021 oznámila na svých sociálních médiích, že se dvojice vzala.

## Filmografie
| Rok           | Film                                    | Role                           | Poznámky         |
| ------------- | --------------------------------------- | ------------------------------ | ---------------- |
| 2006          | Killswitch                              | dívka s masivní ránou na hlavě | krátký film      |
| 2006          | In Love                                 | Julie                          | krátký film      |
| 2009          | Mystery Team                            | Kelly                          |                  |
| 2009          | Komici                                  | Daisy Danby                    |                  |
| 2010          | Scott Pilgrim proti zbytku světa        | Julie Powers                   |                  |
| 2011          | Slečny v nesnázích                      | Debbie                         |                  |
| 2011          | Someday This Pain Will Be Useful to You | Jeanine Breemer                |                  |
| 2011          | Třídní sraz                             | Olivia                         |                  |
| 2012          | Vlastní zbraň podmínkou                 | Darius Britt                   |                  |
| 2012          | Prozření Charlieho Swana III            | Marnie                         |                  |
| 2013          | From Up on Poppy Hill                   | Sachiko Hirokouji              |                  |
| 2013          | She Said, She Said                      | žena v parku                   | krátký film      |
| 2013          | Failure                                 | žena                           | krátký film      |
| 2013          | The End of Love                         | sama sebe                      |                  |
| 2013          | The To Do List                          | Brandy Klark                   | hlavní role      |
| 2013          | Charlie musí zemřít                     | Ex-přítelkyně                  |                  |
| 2013          | Univerzita pro příšerky                 | Claire Wheeler (hlas)          |                  |
| 2013          | Center Jenny                            | Monika Nark                    |                  |
| 2014          | Víkend s Alex                           | Sarah                          |                  |
| 2014          | Life After Beth                         | Beth Slocum                    |                  |
| 2014          | Ned Rifle                               | Susan                          |                  |
| 2014          | Kdo věří na lásku                       | Mallory                        |                  |
| 2014          | Grumpy Cat's Worst Christmas Ever       | Grumpy Cat (hlas)              |                  |
| 2015          | Fresno                                  | Kelly                          |                  |
| 2015          | The Drifless Area                       | Jean                           |                  |
| 2016          | Děda je lotr                            | Lenore                         |                  |
| 2016          | The Pistol Shrimps                      | sama sebe                      | dokument         |
| 2016          | Mike i Dave sháněj holku                | Tatiana                        |                  |
| 2016          | Joshy                                   | Jen                            |                  |
| 2017          | Take My Nose... Please!                 | sama sebe                      | dokument         |
| 2017          | The Little Hours                        | Fernanada                      | také producentka |
| 2017          | Ingrid míří na západ                    | Ingrid Thorburn                | také producentka |
| 2018          | An Evening with Beverly Luff Linn       | Lulu Danger                    |                  |
| 2019          | Dětská hra                              | Karen Barclay                  |                  |
| 2020          | Černý medvěd                            | Allison                        | také producentka |
| 2020          | Šťastné a veselé                        | Riley Johnson                  |                  |
| 2021          | Bestsellery                             | Lucy Stanbridge                |                  |
| 2021          | King Knight                             | Šiška (hlas)                   |                  |
| 2022          | Emily The Criminal                      | Emily                          | také producentka |
| 2022          | Operace Fortune: Ruse de guerre         | Sarah Fidel                    |                  |
| 2024          | Megalopolis                             | Wow Platinum                   |                  |
| bude oznámeno | The Ark and the Aardvark                | mozek (hlas)                   | postprodukce     |

### Televize
| Rok             | Název                                        | Role                       | Poznámky                                                                          |
| --------------- | -------------------------------------------- | -------------------------- | --------------------------------------------------------------------------------- |
| 2006            | Studio 30 Rock                               | NBC Page                   | díl: „Tracyho úlety“                                                              |
| 2009–2015, 2020 | Parks and Recreation                         | April Ludgate              | 125 dílů                                                                          |
| 2011            | Portlandia                                   | Beth / zákazník v knihovně | 3 díly                                                                            |
| 2011            | Troopers                                     | princezna                  | internetový seriál                                                                |
| 2012            | NTSF:SD:SUV::                                | The Rememberer             | díl: „Wasila Hills Cop“                                                           |
| 2013–2014       | Legenda Korry                                | Eska (hlas)                | 12 dílů                                                                           |
| 2013            | Drunk History                                | Sacagawea                  | díl: „Nashville“                                                                  |
| 2013            | Maron                                        | sama sebe                  | díl: „Jen Moves to L.A.“                                                          |
| 2014–2015       | Welcome to Sweden                            | sama sebe                  | 6 dílů                                                                            |
| 2015            | Golan the Insatiable                         | Dylan Beekler (hlas)       | 6 dílů                                                                            |
| 2015            | Castle na zabití                             | Lucy (hlas)                | neuvedena v titulcích; 4 díly                                                     |
| 2016            | Spongebob v kalhotách                        | Nocturna (hlas)            | díl: „Mall Girl Pearl“                                                            |
| 2016            | Comedy Bang! Bang!                           | Lady Aubrey                | díl: „Aubrey Plaza Wears a Velvet Off-the-Shoulder Gown With Flowers in Her Hair“ |
| 2016            | RaPaul's Drag Race AllStars                  | sama sebe / porotkyně      | díl: „Family That Drags Together“                                                 |
| 2016            | Drunk History                                | Aaron Burr                 | díl: „Hamilton“                                                                   |
| 2016            | HarmonQuest                                  | Hawaiian Coffee            | díl: „Manoa Prison Hole“                                                          |
| 2016–2020       | Myšlenky zločince                            | Cat Adams                  | 4 díly                                                                            |
| 2017            | Easy                                         | Lindsay                    | díl: „Package Thief“                                                              |
| 2017–2019       | Legion                                       | Amahl Farouk / Shadow King | 27 dílů                                                                           |
| 2019            | 34. ročník udílení Independent Spirit Awards | sama sebe / moderátorka    | TV speciál                                                                        |
| 2019            | Drunk History                                | Kleopatra                  | díl: „Bad Blood“                                                                  |
| 2019–2020       | Crank Yankers                                | Bernadette (hlas)          | 2 díly                                                                            |
| 2020            | 35. ročník udílení Independent Spirit Awards | sama sebe / moderátorka    | TV speciál                                                                        |
| 2020            | Muppets Now                                  | Samu sebe                  | díl: „Sleep Mode“                                                                 |
| 2020            | Sarah Cooper: Everything's Fine              | Ashley                     | TV speciál                                                                        |
| 2021            | Cinema Toast                                 | Karen (hlas)               | díl: „Quiet Illness“; také tvůrkyně, producentka, scenáristka a režisérka         |
| 2021            | Hovory                                       | Dr. Rachel Wheating (hlas) | 2 díly                                                                            |
| 2021            | Duncanville                                  | Nina (hlas)                | díl: „Das Banana Boat“                                                            |
| 2022            | Bílý lotos                                   | Harper Spiller             | hlavní role (2. řada)                                                             |
| 2022–dosud      | Malá ďáblice                                 | Laura Feinberg (hlas)      | také výkonná producentka                                                          |
| 2024            | Agatha: Za vším schovaná                     | Rio Vidal / Smrt           | 6 epizod                                                                          |